# Marte Leinan Lund
Marte Leinan Lund (* 1. April 2001) ist eine norwegische Nordische Kombiniererin.

## Werdegang
Erste Schritte in der Jugend
Leinan Lund, die für Tolga IL startet, gab ihr internationales Debüt am 9. Februar 2016 im Youth Cup. Im Rahmen dieses Wettbewerbs erreichte sie einmal das Podest. Ihre erste Medaille gewann sie mit Erreichen des zweiten Platzes bei den norwegischen Sommer-Meisterschaften 2017 in Lillehammer. Bei der ersten Austragung des Continental Cups startete Leinan Lund erstmals am 21. Januar 2018 im heimischen Rena, wo sie den siebten Platz belegte. Während dieser Auftritt ihre einzige Continental-Cup-Teilnahme in dieser Saison darstellte, ging sie im Winter 2018/19 häufiger bei dieser Wettkampfserie an den Start. Ihre beste Saisonplatzierung erzielte sie mit dem fünften Platz erneut in Rena. Bei den Nordischen Junioren-Skiweltmeisterschaften 2019 in Lahti belegte Leinan Lund den vierzehnten Platz. Die Saison schloss sie auf dem zehnten Rang in der Gesamtwertung ab. Darüber hinaus wurde sie Ende März norwegische Meisterin im Teamsprint gemeinsam mit Gyda Westvold Hansen.
Etablierung in der Weltspitze
Im Sommer 2019 debütierte Leinan Lund im Grand Prix. Am 24. August 2019 belegte sie gemeinsam mit Magnus Krog, Gyda Westvold Hansen und Harald Johnas Riiber den zweiten Platz beim erstmals ausgetragenen Mixed-Team-Wettkampf. In der Gesamtwertung erreichte sie den achten Rang. 
Wenige Wochen später wurde sie in den ersten weiblichen Nationalkader Norwegens nominiert. Beim Auftaktwettbewerb des Continental Cups 2019/20 in Park City erreichte Leinan Lund erstmals als Dritte hinter Tara Geraghty-Moats und Gyda Westvold Hansen das Podest. Ende Januar gewann Leinan Lund ihr erstes Continental-Cup-Rennen im heimischen Rena. Bei den Nordischen Junioren-Skiweltmeisterschaften 2020 in Oberwiesenthal belegte sie den fünften Rang und wurde darüber hinaus Junioren-Weltmeisterin im Mixed-Team. Nachdem Leinan Lund zum Saisonabschluss in Nischni Tagil erneut als Dritte das Podest erreicht hatte, schloss sie die Saison als Zweite in der Gesamtwertung hinter Tara Geraghty-Moats ab.
Erste Weltcup-Saison und Gewinn der Bronzemedaille bei der WM 2021

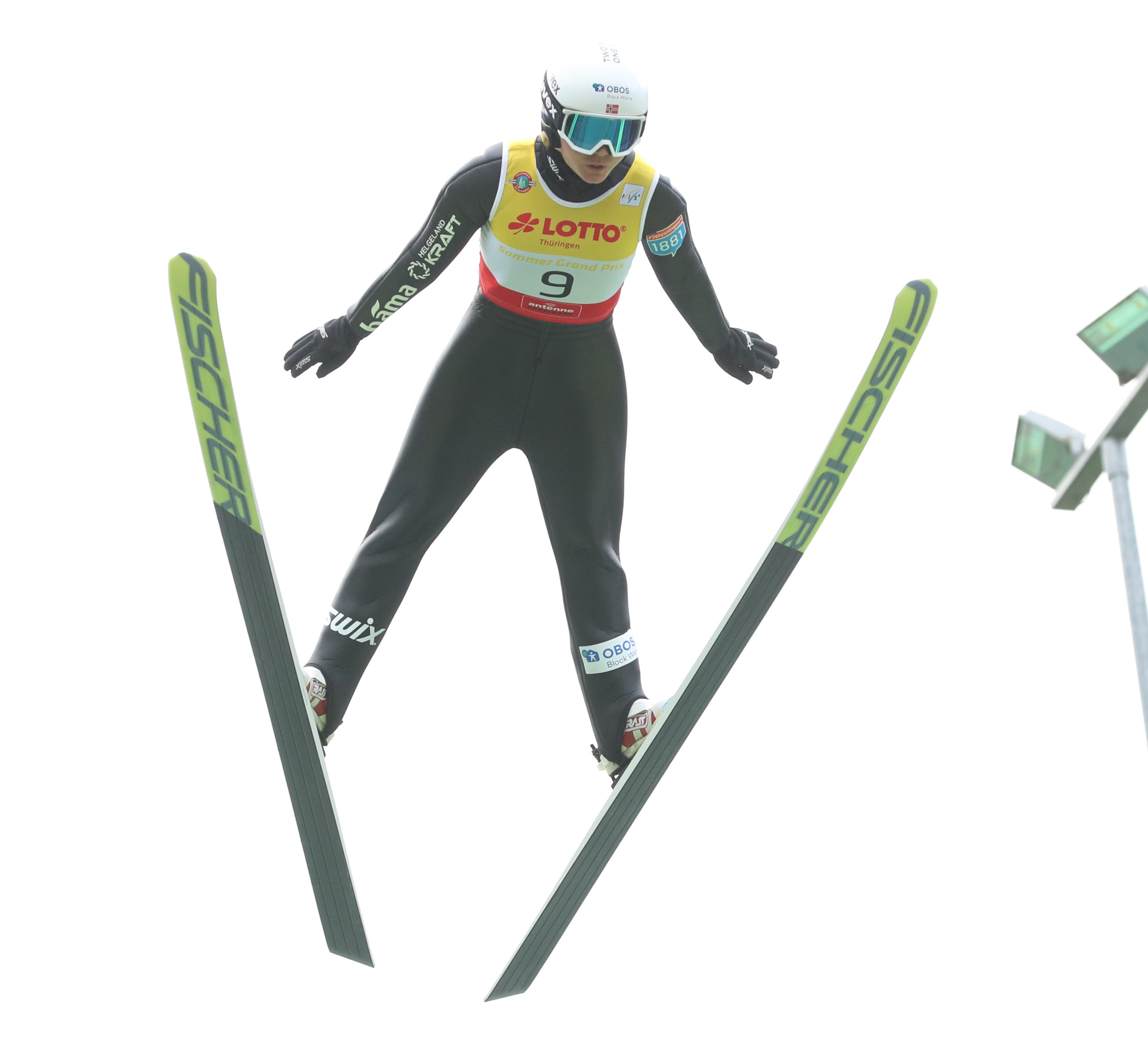
Leinan Lund beim Sommer Grand Prix 2021 in Oberhof

Zum Winterauftakt 2020/21 gewann Leinan Lund bei den norwegischen Meisterschaften in Beitostølen Silber im Sprint sowie Bronze im Gundersen Einzel. Am 18. Dezember 2020 nahm sie am historisch ersten Weltcup-Wettbewerb in Ramsau am Dachstein teil, wo sie den vierten Platz belegte. Aufgrund von Absagen der weiteren Weltcup-Wettbewerbe blieb es bei diesem Wettkampf, womit Leinan Lund auch den vierten Rang in der Weltcupgesamtwertung einnahm. Bei den Nordischen Junioren-Skiweltmeisterschaften 2021 in Lahti gewann Leinan Lund Silber hinter ihrer Teamkollegin Gyda Westvold Hansen. Zwei Tage später verteidigte sie gemeinsam mit Eidar Johan Strøm, Gyda Westvold Hansen und Andreas Skoglund den Titel im Mixed-Team. Ende Februar stand Leinan Lund bei den Nordischen Skiweltmeisterschaften 2021 in Oberstdorf im norwegischen Aufgebot. Bei der historisch ersten Medaillenentscheidung in der Nordischen Kombination der Frauen galt Leinan Lund als Mitfavoritin. Mit einem Sprung auf 101,0 Meter von der Normalschanze lag Leinan Lund mit 24 Sekunden Rückstand auf die Führende auf dem vierten Rang. Auf der Loipe gelang es ihr schnell, an der vor ihr rangierenden Svenja Würth vorbeizuziehen und auch auf ihre Schwester Mari Leinan Lund konnte sie den Rückstand verkürzen. Schließlich konnte sie ihre Schwester überholen und sich von ihr absetzen, jedoch kam sie unmittelbar nach der letzten Abfahrt ins Langlaufstadion Ried zu Sturz. Daher verlor sie ihren Vorsprung auf ihre Schwester, kam jedoch noch als Dritte ins Ziel und komplettierte so ein rein norwegisches Podium: „Ich denke, ich bin gut gelaufen, bis zur letzten Kurve. Aber solange es Gyda und Mari sind, die vor mir auf dem Podium stehen, ist das in Ordnung“, so die Bronzemedaillengewinnerin.

## Privates
Marte ist die jüngere Schwester der nordischen Skisportlerin Mari Leinan Lund.

## Erfolge

### Continental-Cup-Siege im Einzel
| Nr. | Datum           | Ort  | Disziplin               |
| --- | --------------- | ---- | ----------------------- |
| 1.  | 25. Januar 2020 | Rena | Gundersen Normalschanze |
| 2.  | 26. Januar 2020 | Rena | Gundersen Normalschanze |

### Continental-Cup-Siege im Team
| Nr. | Datum            | Ort         | Disziplin                |
| --- | ---------------- | ----------- | ------------------------ |
| 1.  | 12. Februar 2022 | Lillehammer | Teamsprint Normalschanze |

## Statistik

### Platzierungen bei Weltmeisterschaften
| Jahr und Ort    | Wettbewerb | Wettbewerb  | Wettbewerb |
| Jahr und Ort    | Gundersen  | Massenstart | Mixed-Team |
| --------------- | ---------- | ----------- | ---------- |
| 2021 Oberstdorf | 03.        | —           | —          |
| 2023 Planica    | 08.        | —           | —          |
| 2025 Trondheim  |            | 08.         | —          |

### Weltcup-Platzierungen
| Saison  | Platz | Punkte |
| ------- | ----- | ------ |
| 2020/21 | 04.   | 050    |
| 2021/22 | 06.   | 290    |
| 2022/23 | 12.   | 199    |

### Grand-Prix-Platzierungen
| Saison | Platz | Punkte |
| ------ | ----- | ------ |
| 2019   | 08.   | 111    |
| 2021   | 13.   | 097    |

### Continental-Cup-Platzierungen
| Saison  | Platz | Punkte |
| ------- | ----- | ------ |
| 2017/18 | 19.   | 036    |
| 2018/19 | 10.   | 187    |
| 2019/20 | 02.   | 487    |
| 2020/21 | 20.   | 082    |
| 2021/22 | 06.   | 132    |